# Luis Roca y Boloña
Luis Roca y Boloña (Lima, 17 de agosto de 1845 - Lima, 3 de octubre de 1902) fue un empresario y político peruano, que ejerció como alcalde de Lima en 1884.

## Datos biográficos
Fue hijo de Bernardo Roca y Garzón (comerciante afincado en Lima) y Teresa Boloña y Roca, ambos guayaquileños y primos hermanos. Su hermano José Antonio Roca y Boloña (1834-1914) fue presbítero y canónigo del Cabildo Eclesiástico de la Catedral de Lima, destacando como orador sagrado.
Luis Roca y Boloña se dedicó a los negocios agrícolas. Contrajo matrimonio en Lima, con su prima hermana María Clemencia Boloña Ferrusola, con quien tuvo dos hijos. Por segunda vez se casó en Lima, el 1 de febrero de 1880, con la iqueña Domitila Vergara Robles (hija de Manuel Vergara La Torre y de Celsa Robles), en quien tuvo numerosa descendencia.
Elegido teniente alcalde del Consejo Provincial de Lima, sucedió a Rufino Torrico en la alcaldía, el 26 de enero de 1884, en la cual permaneció hasta el 29 de octubre, en que puesta en vigencia la Ley de Municipalidades de 1861, asumió la alcaldía Ignacio de Osma.
Como alcalde ayudó a la reorganización de la saqueada Biblioteca Nacional del Perú, cuyo bibliotecario era el célebre Ricardo Palma.
Sus restos mortales descansan en el Cementerio Presbítero Matías Maestro.

| Predecesor: Rufino Torrico Alcalde Metropolitano | Alcalde Metropolitano de Lima 1884 | Sucesor: Ignacio de Osma Alcalde Metropolitano |